# Collegio elettorale di Pianello
Il collegio elettorale di Pianello è stato un collegio elettorale uninominale del Regno di Sardegna. È uno degli otto collegi elettorali della provincia di Piacenza creati dopo la temporanea caduta del ducato di Parma. Fu istituito con decreto del luogotenente generale Eugenio di Savoia-Carignano del 29 maggio 1848.
Il territorio era costituito dalle allora preture di Pianello, Agazzano e Rivergaro.
Dopo la prima guerra d'indipendenza il territorio ritornò a far parte del ducato di Parma e Piacenza. Con la settima legislatura il territorio divenne parte del collegio di Rivergaro.

## Dati elettorali
Nel collegio si svolsero votazioni per le prime due legislature, poi gli austriaci occuparono di nuovo le provincie di Parma e Piacenza.

### I legislatura
Le votazioni si svolsero in 222 collegi uninominali a doppio turno. Come previsto dal decreto n. 680 del 17 marzo 1848, era eletto al primo turno il candidato che «riunisce in suo favore più del terzo dei voti del total numero dei membri componenti il collegio e più della metà dei suffragi dati dai votanti presenti all'adunanza» (art. 92). Se nessun candidato era eletto, al ballottaggio tra i due candidati con più voti era eletto chi otteneva il maggior numero di voti (art. 93) o, in caso di ugual numero di voti, il maggiore d'età (art. 94).
| Partito                            | Partito                            | Candidato                          | Primo turno 20 giugno 1848 | Primo turno 20 giugno 1848 | Ballottaggio 21 giugno 1848 | Ballottaggio 21 giugno 1848 |
| Partito                            | Partito                            | Candidato                          | Voti                       | %                          | Voti                        | %                           |
| ---------------------------------- | ---------------------------------- | ---------------------------------- | -------------------------- | -------------------------- | --------------------------- | --------------------------- |
|                                    | —                                  | Carlo Anguissola                   | 45                         | 44,12                      | 77                          | 55,40                       |
|                                    | —                                  | Francesco Buccella                 | 57                         | 55,88                      | 62                          | 44,60                       |
|                                    |                                    |                                    |                            |                            |                             |                             |
| Iscritti                           | Iscritti                           | Iscritti                           | 284                        | 100,00                     | 284                         | 100,00                      |
| ↳ Votanti (% su iscritti)          | ↳ Votanti (% su iscritti)          | ↳ Votanti (% su iscritti)          | 145                        | 51,06                      | 140                         | 49,30                       |
| ↳ Voti validi (% su votanti)       | ↳ Voti validi (% su votanti)       | ↳ Voti validi (% su votanti)       | 102                        | 70,34                      | 139                         | 99,29                       |
| ↳ Schede non valide (% su votanti) | ↳ Schede non valide (% su votanti) | ↳ Schede non valide (% su votanti) | 43                         | 29,66                      | 1                           | 0,71                        |
| ↳ Astenuti (% su iscritti)         | ↳ Astenuti (% su iscritti)         | ↳ Astenuti (% su iscritti)         | 139                        | 48,94                      | 144                         | 50,70                       |

L'onorevole Anguissola si dimise per motivi di salute il 17 ottobre 1848. Il collegio fu riconvocato.
| Partito                            | Partito                            | Candidato                          | Primo turno 30 novembre 1848 | Primo turno 30 novembre 1848 | Ballottaggio 1º dicembre 1848 | Ballottaggio 1º dicembre 1848 |
| Partito                            | Partito                            | Candidato                          | Voti                         | %                            | Voti                          | %                             |
| ---------------------------------- | ---------------------------------- | ---------------------------------- | ---------------------------- | ---------------------------- | ----------------------------- | ----------------------------- |
|                                    | —                                  | Giuseppe Durini                    | 25                           | 80,65                        | 23                            | 76,67                         |
|                                    | —                                  | Francesco Freschi                  | 6                            | 19,35                        | 7                             | 23,33                         |
|                                    |                                    |                                    |                              |                              |                               |                               |
| Iscritti                           | Iscritti                           | Iscritti                           | 284                          | 100,00                       | 284                           | 100,00                        |
| ↳ Votanti (% su iscritti)          | ↳ Votanti (% su iscritti)          | ↳ Votanti (% su iscritti)          | 35                           | 12,32                        | 30                            | 10,56                         |
| ↳ Voti validi (% su votanti)       | ↳ Voti validi (% su votanti)       | ↳ Voti validi (% su votanti)       | 31                           | 88,57                        | 30                            | 100,00                        |
| ↳ Schede non valide (% su votanti) | ↳ Schede non valide (% su votanti) | ↳ Schede non valide (% su votanti) | 4                            | 11,43                        | 0                             | 0,00                          |
| ↳ Astenuti (% su iscritti)         | ↳ Astenuti (% su iscritti)         | ↳ Astenuti (% su iscritti)         | 249                          | 87,68                        | 254                           | 89,44                         |

L'onorevole Durini si dimise il 7 dicembre 1848. Non seguì altra elezione.

### II legislatura
Le votazioni si svolsero in 222 collegi uninominali a doppio turno con la stessa normativa precedente (al primo turno un numero di voti maggiore di un terzo degli iscritti).
| Partito                            | Partito                            | Candidato                          | Primo turno 20 giugno 1848 | Primo turno 20 giugno 1848 | Ballottaggio 21 giugno 1848 | Ballottaggio 21 giugno 1848 |
| Partito                            | Partito                            | Candidato                          | Voti                       | %                          | Voti                        | %                           |
| ---------------------------------- | ---------------------------------- | ---------------------------------- | -------------------------- | -------------------------- | --------------------------- | --------------------------- |
|                                    | —                                  | Luigi della Noce                   | 19                         | 47,50                      | 32                          | 55,17                       |
|                                    | —                                  | Michele Garilli                    | 21                         | 52,50                      | 26                          | 44,83                       |
|                                    |                                    |                                    |                            |                            |                             |                             |
| Iscritti                           | Iscritti                           | Iscritti                           | 284                        | 100,00                     | 284                         | 100,00                      |
| ↳ Votanti (% su iscritti)          | ↳ Votanti (% su iscritti)          | ↳ Votanti (% su iscritti)          | 55                         | 19,37                      | 58                          | 20,42                       |
| ↳ Voti validi (% su votanti)       | ↳ Voti validi (% su votanti)       | ↳ Voti validi (% su votanti)       | 40                         | 72,73                      | 58                          | 100,00                      |
| ↳ Schede non valide (% su votanti) | ↳ Schede non valide (% su votanti) | ↳ Schede non valide (% su votanti) | 15                         | 27,27                      | 0                           | 0,00                        |
| ↳ Astenuti (% su iscritti)         | ↳ Astenuti (% su iscritti)         | ↳ Astenuti (% su iscritti)         | 229                        | 80,63                      | 226                         | 79,58                       |